# 林紀代美
林 紀代美（はやし きよみ、1974年8月 - ）は、日本の人文地理学者・水産学者。金沢大学人間社会研究域人間科学系/教育学部准教授。人文地理学の立場を背景に、漁業など水産学の対象について広く研究している。また、地理教育、防災教育に関する研究や教育実践にも取り組んでいる。

## 経歴
山口県生まれ。
1997年に奈良教育大学教育学部中学校教員養成課程社会専攻を卒業し、同年から私立南京都高等学校の非常勤講師となり、それを続けながら大阪教育大学大学院教育学研究科社会科教育学専攻地理学専修修士課程へ進学、2000年に修士を取得して、京都大学大学院人間・環境学研究科文化・地域環境学専攻博士課程に進学した。2002年には京都大学大学院博士課程を中退し、金沢大学教育学部講師となり、2004年には准教授に昇任した。
金沢大学に入職後9年目に同僚教員と結婚し、出産後には夫とともに育児休業をとり、復職後も教育研究活動と育児を両立させている。
2015年末に出版した単著『魚食と日本人』は、2016年に地域漁業学会学会賞と人文地理学会学会賞（学術図書部門奨励賞）を受賞した。

## おもな著書

### 単著
- 魚食と日本人―水産と人・生活・地域のかかわり、古今書院、2015年[2]

### 共編著
- （荒木一視との共編著）食と農のフィールドワーク入門、昭和堂、2019年[7]

## 受賞

### 若手奨励賞
- 2006年：日本国際地図学会論文奨励賞
  - はやし きよみ（林紀代美）「お絵描き地図の魅力と可能性－まずは楽しく描いてみよう，出かけてみよう！－」『地図』第46巻第2号、2008年、11-18頁。 NAID 130003813628
- 2008年：地域漁業学会奨励賞（中楯賞）[5]

### 著作賞
- 2016年：地域漁業学会学会賞[5]
- 2016年：人文地理学会学会賞（学術図書部門奨励賞）[6]
  - 『魚食と日本人』（古今書院）